# 高橋和希
高橋 和希（たかはし かずき、本名：高橋 一雅（たかはし かずお）、1961年10月4日 - 2022年7月4日（推定））は、日本の漫画家・イラストレーター。東京都出身。血液型はB型。

## 略歴
- 1981年 - 『ING!ラブボール』が第8回小学館新人コミック大賞に雅はじめ名義で入賞し、『週刊少年サンデー』第31号に掲載される。
- ゲーム会社で商業デザインの仕事をしていた20歳頃から本格的に漫画家を目指しだし、アシスタントをしながら持ち込みを始める[6]。
- 1986年 - 『週刊少年マガジン』で連載デビュー。テレビアニメ『剛Q超児イッキマン』のコミカライズ版[注釈 1]を高橋かずお名義で発表する。
- 1990年 - 『週刊少年ジャンプ』で、『闘輝王の鷹』を高橋一雅名義で発表する。
- 1991年 - 『週刊少年ジャンプ』にて高橋一雅名義で、『天燃色男児BURAY』の連載を開始する。
- 1996年 -  ペンネームを高橋和希に変え、『週刊少年ジャンプ』で『遊☆戯☆王』の連載を開始する。
- 1998年 - 『遊☆戯☆王』がテレビ朝日系でアニメ化される。
- 2000年 - 『遊☆戯☆王デュエルモンスターズ』のタイトルで『遊☆戯☆王』がテレビ東京系で再アニメ化。長者番付文化人部門で第一位となった。所得税納税額は4億2000万円[7]。
- 2004年 - 『遊☆戯☆王』の連載が終了。その後は『遊☆戯☆王R』や『遊☆戯☆王GX』などの漫画作品の監修を務め、アニメやゲームのシリーズには原案やデザイン提供などを行った。
- 2013年 - 『週刊少年ジャンプ』第49号にて約9年ぶりの読み切り作品『DRUMP』を発表。
- 2015年 -  サンディエゴ・コミック・コンベンション・インクポット賞を受賞。
- 2016年 - 『週刊少年ジャンプ』第19号、同年第20号にて『TRANSCEND・GAME 遊☆戯☆王』を発表。4月、原作漫画の連載20周年を記念して、原作漫画の続編『遊☆戯☆王 THE DARK SIDE OF DIMENSIONS』がアニメーション映画として公開された。
- 2016年 - 『ジャンプ流!DVD付分冊マンガ講座(8) 2016年 5/2号 』にてアトリエや、ペンタブレットとPainterを使った作画を公開。
- 2018年 - 『週刊少年ジャンプ』第46号 - 第52号にて短期集中連載『THE COMIQ』を発表。
- 2019年 - 『少年ジャンプ+』編集部とマーベル・コミックのコラボ企画の一環として、アイアンマンとスパイダーマンを題材とする読み切り作品『SECRET REVERSE』を発表[8]。
- 2022年7月4日 - 沖縄県恩納村の海で離岸流に流された人を助けようとして遭難。2日後の6日、名護海上保安署が同県名護市の沖合で遺体を発見した[9][10][11]。60歳没[4]。#人命救助中の事故死参照[12][13]。

## 人物
幼少時の高橋は体が弱く、もっぱら絵を書いて過ごすような少年だった。藤子不二雄の漫画を読みふける一方で『ウルトラマン』などの円谷プロダクションの作品や『宇宙戦艦ヤマト』などのテレビアニメに刺激を受けていた。小学生の頃に放映された『タイガーマスク』などのリミテッド・アニメーションの技術を取り入れたアニメに刺激され、写実的な作画よりも適度なデフォルメを取り入れた方が洗練された物が描けると思うようになる。また劇画風、アニメ風など色々な作風を試したことが後の遊戯王の多様な作風に繋がる。
『遊☆戯☆王』は、藤子不二雄Ⓐの『魔太郎がくる!!』や荒木飛呂彦の『ジョジョの奇妙な冒険』などダークな側面を持つ漫画作品に影響を受けている。主人公・遊戯の格好は『シザーハンズ』の主人公エドワードのボンデージ・ファッションから、劇中で登場するソリッドビジョンのアイディアは『スター・ウォーズ エピソード4/新たなる希望』に出てくるデジャリックに着想を得るなど、SF映画の影響も大きい。「ゲームによるバトル漫画」を作りたいという信念の下、コンピューターゲームではなく、自分の趣味であるトレーディングカードゲームやテーブルトークRPGなどの互いに対面するゲームを取り上げ、ゲームによる友情を主題とした。
カラーの作画は淡水性のインク、水彩やマーカー、コピックと経て、CGによる油彩調の作画に行き着いた。CGの描き方には、輪郭をハッキリと描いてから色を重ねていくと言うドゥルー・ストゥルーザンの手法に強く影響を受けている。
自身を漫画家よりもデザイナーであると称し、漫画のコマを一つのデザインとして捉えるなど独自の発想を持つ。『遊☆戯☆王』連載中は、1000体以上のモンスターのデザインを作り上げた。全身が銃、薔薇でできたドラゴンなど自由な発想からくるデザインもシリーズの特徴となった。
アメコミに対して関心があり、サイモン・ビズレーを好きなアーティストとして挙げていた。

### 人命救助中の事故死
2022年7月6日午前、沖縄県名護市の沖合300m地点でシュノーケリングの器具を装着した男性が漂流している状態で見つかり、消防によりその場で死亡が確認された。死後1〜2日経過していたとみられ、第十一管区海上保安本部名護海上保安署が身元を調べた結果、翌7日に遺体が高橋であることが確認された。
高橋は単独で沖縄を訪れており、地元のレンタカー会社が高橋と連絡が取れないとして届け出ていた。遺体の発見現場から12キロほど離れた恩納村の農道で借りていたレンタカーがあり、運転免許証が残されていた。名護海上保安署は7月11日、司法解剖の結果、死亡日時を7月4日の午後と推定し、死因は溺死だったと発表した。腹部と下半身にはサメなどの海洋生物に付けられたとみられる損傷があったが、死後に付いた噛み傷とみられている。
没後3ヶ月を過ぎた10月、高橋が落命した原因は人命救助の際の不慮の事故が原因だったことが明らかになった。7月4日に人気のダイビングスポットである恩納村・アポガマ付近で、少女を含む親子3人が離岸流により沖へ流され、居合わせたアメリカ陸軍少佐とアメリカ国籍男性が親子の救助に向かい加えて高橋が海に向かい2人の救助を手伝った。親子3人の救助には成功したが高橋は波にのまれてそのまま行方不明となった。星条旗新聞が10月11日に陸軍少佐の証言などを報道し、海上保安庁も14日に当時の経過を発表。海保は事実を把握していたが、少女の心情面を配慮し事実の公表を避けたとしている。陸軍少佐は「他の人を助けようとして命を落とした彼はヒーローだ」と話している。
『遊☆戯☆王オフィシャルカードゲーム』を運営するコナミデジタルエンタテインメントは2022年7月7日付けで各サイト、SNS、ゲーム内の告知で「大変驚くとともに哀惜の念に堪えません。『遊☆戯☆王』という偉大なコンテンツを生み出してくださった先生に対し、いまはただ深く感謝するとともに、心よりご冥福をお祈りいたします。」と追悼のコメントを発表した。
『遊☆戯☆王』を原作としたテレビアニメ『遊☆戯☆王ゴーラッシュ!!』では、2022年7月10日放送回で提供放送後に追悼のテロップを流した。
またテレビアニメ『遊☆戯☆王』をはじめとする声優陣も高橋を追悼するコメントをSNSなどで発信した。麻雀仲間だったという漫画家の森川ジョージは「新人時代から画力は飛び抜けていて、でも少し求道精神に欠けていた。売れることにそれほど執着はなかった」と当時の印象を振り返り、お互いの連載を手伝ったこともあったと明かしている。
『遊☆戯☆王デュエルモンスターズ』で主役の武藤遊戯を担当した風間俊介は日本テレビの『ZIP!』に出演した際に「正直、動揺しておりまして、とても寂しい気持ちです」と心情を明かし、「先生は日々、『遊☆戯☆王』という作品を通して、いろんなゲームで、あなたに友達や仲間が増えていったらいいなと言っていました。僕もですね、作品が終わった後にいろんな人に『遊☆戯☆王』で遊んでたんです、私あのアニメ、青春なんです、いろんな人に会いました。本当にこの作品を通してみんなが友達が増えたりとかしてこれからも遊んでいくことが先生が喜んでくれることなのかなと僕は思っています。これからも『遊☆戯☆王』という作品を愛し続けていきたいと思います。高橋先生、本当にありがとうございました」と感謝を告げている。
また、『週刊少年ジャンプ』2022年第34号は巻末の目次頁に訃報の記事を掲載。作者コメント欄では連載作家全員が追悼のコメントを出している。
『遊☆戯☆王OCG STORES』第一巻の吉田伸と三好直人も同様に追悼のコメントを出している。吉田氏は「高橋先生には感謝しかありません。もっともっと沢山アドバイスをして欲しかった。」と悔み、三好氏は『みんなの太陽』と尊敬している。

## 活動

### 漫画

#### 雅はじめ名義
- ING!ラブボール（1981年、週刊少年サンデー、小学館）
- 共学戦線SOS！！（1982年、週刊少年サンデー、小学館）
- あの娘にスクランブル（1982年、週刊少年サンデー、小学館）
- 勇ユア優（1982年、週刊少年サンデー、小学館）
- はじめまして蘭です！！（1983年、週刊少年サンデー、小学館）

#### 高橋かずお名義
- 剛Q超児イッキマン（1986年、週刊少年マガジン。1986年、講談社。全2巻、原案：たなみやすお）

#### 高橋一雅名義
- 闘輝王の鷹（1990年、週刊少年ジャンプ増刊サマースペシャル。読み切り作品）
- バトルマインド（1991年、週刊少年ジャンプ増刊ウィンタースペシャル。読み切り作品）
- 天燃色男児BURAY（1991年 - 1992年、週刊少年ジャンプ。1992年、集英社。全2巻）

#### 高橋和希名義
- 遊☆戯☆王（1996年 - 2004年、週刊少年ジャンプ。1997年、集英社。全38巻、文庫版全22巻）
- 遊☆戯☆王R（2004年 - 2007年、Vジャンプ。2005年、集英社。漫画：伊藤彰、原案・監修担当。全5巻）
- 遊☆戯☆王GX（2005年 - 2011年、Vジャンプ。2006年、集英社。漫画：影山なおゆき、原案･監修担当。全9巻）
- 遊☆戯☆王ZEXAL（2010年 - 2015年、Vジャンプ。漫画：三好直人、ストーリー：吉田伸、原案・監修担当）
- 遊☆戯☆王 Dチーム・ゼアル（2012年 - 2014年、最強ジャンプ。漫画：友永晃浩、原案・監修担当）
- 遊☆戯☆王ARC-V（2015年 - 2019年、Vジャンプ。漫画：三好直人、ストーリー：吉田伸、デュエル構成：彦久保雅博、原案・監修担当）
- DRUMP（2013年、週刊少年ジャンプ。読み切り作品）
- TRANSCEND・GAME 遊☆戯☆王（2016年、週刊少年ジャンプ。2週連続読み切り作品）
- THE COMIQ（2018年、週刊少年ジャンプ。短期集中連載。全1巻）
- SECRET REVERSE（2019年、少年ジャンプ+。読み切り作品）

### イラスト・キャラクターデザイン

#### アニメーション作品
- 遊☆戯☆王デュエルモンスターズ 光のピラミッド
- 遊☆戯☆王デュエルモンスターズGX
- 遊☆戯☆王デュエルモンスターズALEX※日本未公開
- 遊☆戯☆王5D's
- 遊☆戯☆王ZEXAL
メイン・キャラクター、シナリオ原案、イメージボード、メインモンスター、デュエル用バイク「D-WHEEL（ディー・ホイール）」などのデザイン原案を担当。
- 10thアニバーサリー 劇場版 遊☆戯☆王 〜超融合!時空を越えた絆〜
オリジナルキャラクター「パラドックス」「sinモンスター」7種のデザイン原案および原画スタッフとして参加。
- 遊☆戯☆王 THE DARK SIDE OF DIMENSIONS
原作・脚本・キャラクターデザイン・製作総指揮・絵コンテ・原画スタッフとして参加。

#### 書籍
- 『遊☆戯☆王キャラクターズガイドブック ―真理の福音―』（集英社〈ジャンプコミックス〉、2002年11月6日第1刷発行）ISBN 4-08-873363-0
- 『DUEL ART 高橋和希 遊☆戯☆王イラスト集』（集英社〈V-JUMP SPECIAL BOOK〉、2011年12月21日第1刷発行）ISBN 978-4-08-782398-1
- 『遊☆戯☆王キャラクターズガイドブック 千年の書』（集英社〈Vジャンプブックス〉、2015年7月22日第1刷発行）ISBN 978-4-08-779722-0
- Vジャンプ 2011年2月号、2012年2月号、7月号

#### ゲーム作品
- 遊☆戯☆王オフィシャルカードゲーム
  - ANNIVERSARY PACK（収録カードのイラスト全てを描き下ろし）
  - ゲーム特典カード「インセクト・クィーン」「デュナミス・ヴァルキリア」
  - Vジャンプ特典カード「オシリスの天空竜」「ラーの翼神竜」「オベリスクの巨神兵」
  - 応募者抽選プレゼント「創造神ホルアクティ」
- 遊☆戯☆王デュエルモンスターズ
オリジナルキャラクター「イシズ」「シモン・ムーラン」のデザイン担当
- 遊☆戯☆王 真デュエルモンスターズ 封印されし記憶
シナリオ監修、ゲームオリジナルキャラクターのデザイン担当
- 遊☆戯☆王 タッグフォースシリーズ
- 遊戯王 デュエルリンクス
ゲームオリジナルキャラクター、モンスターのデザイン担当

### その他
- ボボボーボ・ボーボボ 第10巻（作：澤井啓夫） - 1ページだけのコラボとして武藤遊戯を描き下ろした。

## 関連人物
- 大島やすいち - 高橋和希がかつてアシスタントとして仕事に参加していた[31]。
- 新房昭之 - 1980年代に一緒に山下将仁らのスタジオに見学に行っていた[32]。
- 森川ジョージ - 「はじめの一歩」の一つ前の連載作品「シグナルブルー」時にアシスタント経験あり[33]

アシスタント
- 影山なおゆき
- 伊藤彰
- 友永晃浩